# Sistema immunitari innat
El sistema immunitari innat és el conjunt de cèl·lules i mecanismes que defensen un hoste de les infeccions per part d'altres organismes, de manera no específica. Durant una resposta immunitària innata les cèl·lules reconeixen i responen a patògens d'una manera genèrica, però a diferència del sistema immunitari adaptatiu, no confereixen una immunitat permanent o protectora a l'hoste. Es troba en totes les classes de vida vegetal i animal.

## Funcions
Es creu que el sistema immunitari innat és una estratègia de defensa evolutivament antiga, i és el sistema immunitari dominant en les plantes, fongs, insectes i organismes pluricel·lulars primitius (vegeu altres formes d'immunitat innata).
Les funcions principals del sistema immunitari innat dels vertebrats inclouen:
- Reclutar cèl·lules immunitàries als llocs d'infecció i inflamació, per mitjà de la producció de factors químics, incloent-hi mediadors químics especialitzats, denominats citocines.
- Activació de la cascada del complement per a identificar bacteris, activar cèl·lules i promoure la neteja de cèl·lules mortes o complexos d'anticossos.
- La identificació i eliminació de substàncies alienes presents als òrgans, teixits, la sang i la limfa, per mitjà de glòbuls blancs especialitzats.
- L'activació del sistema immunitari adaptatiu per mitjà d'un procés conegut com a presentació d'antigen.

## Inflamació
La inflamació és una de les primeres respostes del sistema immunitari a una infecció o irritació. La inflamació és estimulada per factors químics alliberats per cèl·lules lesionades i serveix per a establir una barrera física contra l'escampament de la infecció, així com per a afavorir la curació dels teixits lesionats un cop s'han eliminat els patògens.
Els factor químics produïts durant la inflamació (histamina, bradicinina, serotonina, leucotriens i prostaglandines) sensibilitzen els receptors del dolor, provoquen una vasodilatació dels vasos sanguinis, i atrauen els fagòcits, especialment els neutròfils. Aleshores, els neutròfils engeguen altres components del sistema immunitari alliberant factors que criden altres leucòcits i limfòcits.
La resposta inflamatòria es caracteritza pels següents cinc símptomes: envermelliment, calor, tumefacció, dolor i possible disfunció dels òrgans o teixits implicats (functio laesa).

## Sistema del complement
El sistema del complement és una cascada bioquímica del sistema immunitari que ajuda, o «complementa», la capacitat dels anticossos d'eliminar patògens o marcar-los per destrucció per altres cèl·lules. Aquesta cascada es compon de moltes proteïnes plasmàtiques, sintetitzades al fetge principalment per hepatòcits. Les proteïnes col·laboren per a: activar el reclutament de cèl·lules inflamatòries; marcar patògens per destrucció per altres cèl·lules per mitjà de l'opsonització, o cobriment, de la superfície del patogen; atacar la membrana plasmàtica d'una cèl·lula infectada, provocant, així, la citòlisi de la cèl·lula i la mort del patogen, i netejar el cos de complexos antigen–anticòs neutralitzats
Es poden trobar elements de la cascada del complement en moltes espècies evolutivament més antigues que els mamífers, com ara les plantes, els rèptils, els peixos i algunes espècies d'invertebrats.

## Cèl·lules de la resposta immunitària innata

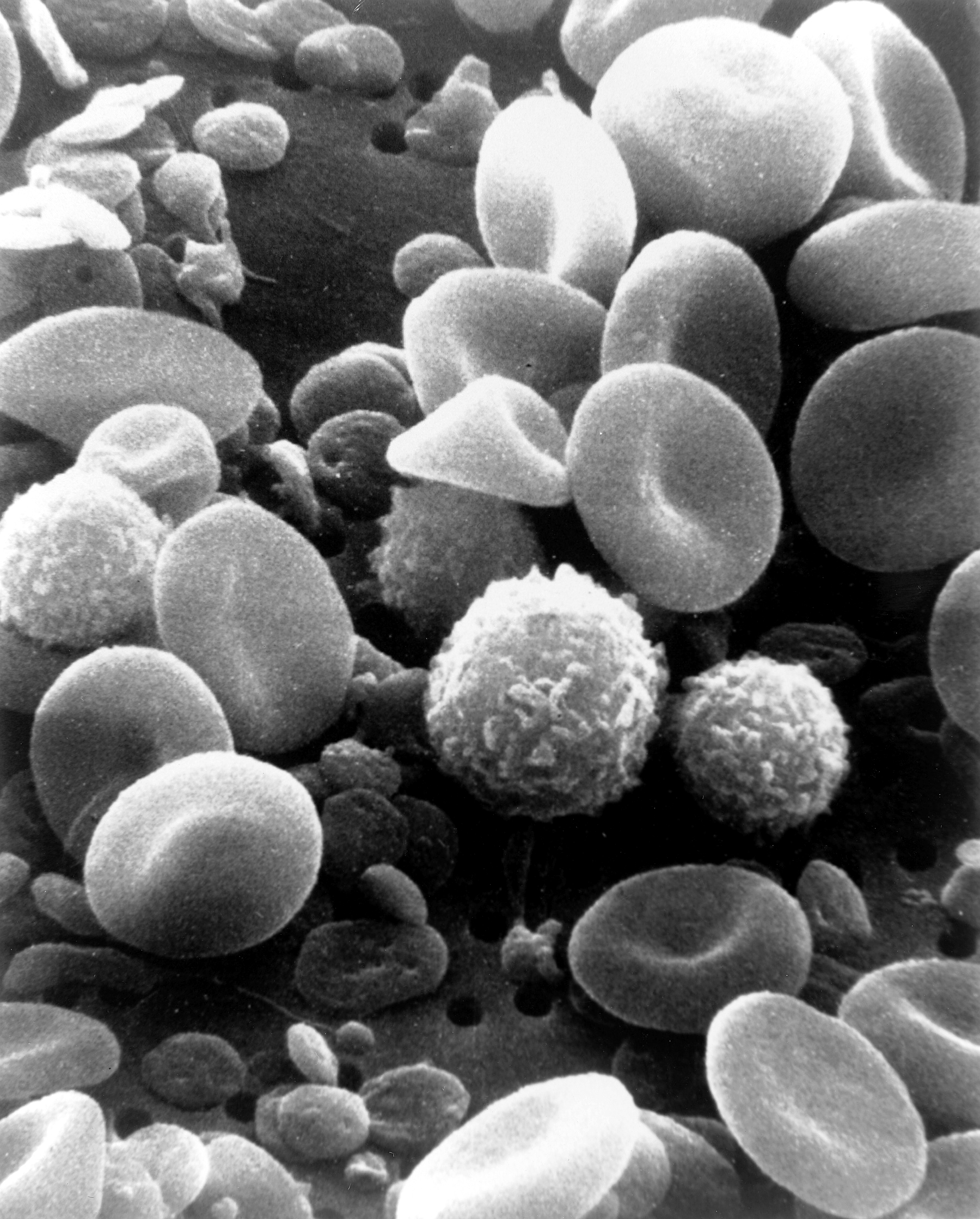
Imatge al microscopi electrònic de rastreig de sang humana circulant normalment. Es poden veure glòbuls vermells, diversos glòbuls blancs en forma de botó incloent-hi limfòcits, un monòcit, un neutròfil i moltes plaquetes petites en forma de disc.

Els glòbuls blancs de la sang són coneguts com a leucòcits. Els leucòcits es diferencien de la resta de cèl·lules del cos perquè no estan estretament relacionats amb un determinat òrgan o teixit; així doncs, funcionen de manera similar a organismes unicel·lulars independents. Els leucòcits són capaços de moure's lliurement i interaccionar amb i capturar residus cel·lulars, partícules alienes o microorganismes invasors. A diferència de gran part de la resta de cèl·lules del cos, la majoria de leucòcits de la immunitat innata no poden dividir-se o reproduir-se per si sols, sinó que són el producte de cèl·lules mare hematopoètiques presents a la medul·la òssia.
Els leucòcits innats comprenen les cèl·lules citocides naturals o cèl·lules NK (de l'anglès natural killers), els mastòcits, els eosinòfils, els basòfils i els fagòcits, que comprenen els macròfags, els neutròfils i les cèl·lules dendrítiques, i funcionen dins del sistema immunitari identificant i eliminant patògens que podrien causar infeccions.

### Mastòcits
Els mastòcits són un tipus de cèl·lula de la immunitat innata que resideixen als teixits connectius i les membranes mucoses, i estan íntimament associats amb la defensa contra els patògens i la curació de lesions, però sovint també estan associats a les al·lèrgies i l'anafilaxi. Quan són activats, els mastòcits alliberen ràpidament al medi grànuls característics, rics en histamina i heparina, juntament amb diversos mediadors hormonals i quimiocines (citocines quimiotàctiques). La histamina dilata els vasos sanguinis, provocant els senyals característics de la inflamació, i recluta neutròfils i macròfags.

### Fagòcits
La paraula «fagòcit» significa literalment «cèl·lula menjadora». Es tracta de cèl·lules immunitàries que fagociten, és a dir, absorbeixen patògens o partícules. Per a absorbir una partícula o un patogen, un fagòcit estén parts de la seva membrana plasmàtica, envoltant la partícula amb la membrana fins que la partícula queda embolcallada (és a dir, la partícula es troba dins el fagòcit). Un cop dins la cèl·lula, el patogen invasor queda atrapat dins d'un endosoma, que es fusiona amb un lisosoma. El lisosoma conté enzims i àcids que maten i digereixen la partícula o organisme. Generalment, els fagòcits patrullen el cos a la recerca de patògens, però també poden reaccionar a un grup de senyals moleculars altament especialitzats produïts per altres cèl·lules, anomenades citocines. Els fagòcits del sistema immunitari inclouen els macròfags, els neutròfils i les cèl·lules dendrítiques.
La fagocitosi de les cèl·lules pròpies de l'hoste és un fet habitual com a part del desenvolupament i manteniment regulars dels teixits. Quan moren cèl·lules de l'hoste, o bé per inducció interna per mitjà de processos relacionats amb la mort cel·lular programada (coneguda també com a apoptosi), o bé a causa de lesions cel·lulars degudes a una infecció bacteriana o vírica, els fagòcits s'encarreguen d'eliminar-les. Com que contribueix a eliminar les cèl·lules mortes abans del creixement i desenvolupament de noves cèl·lules sanes, la fagocitosi és una part important del procés de curació després d'una lesió tissular.

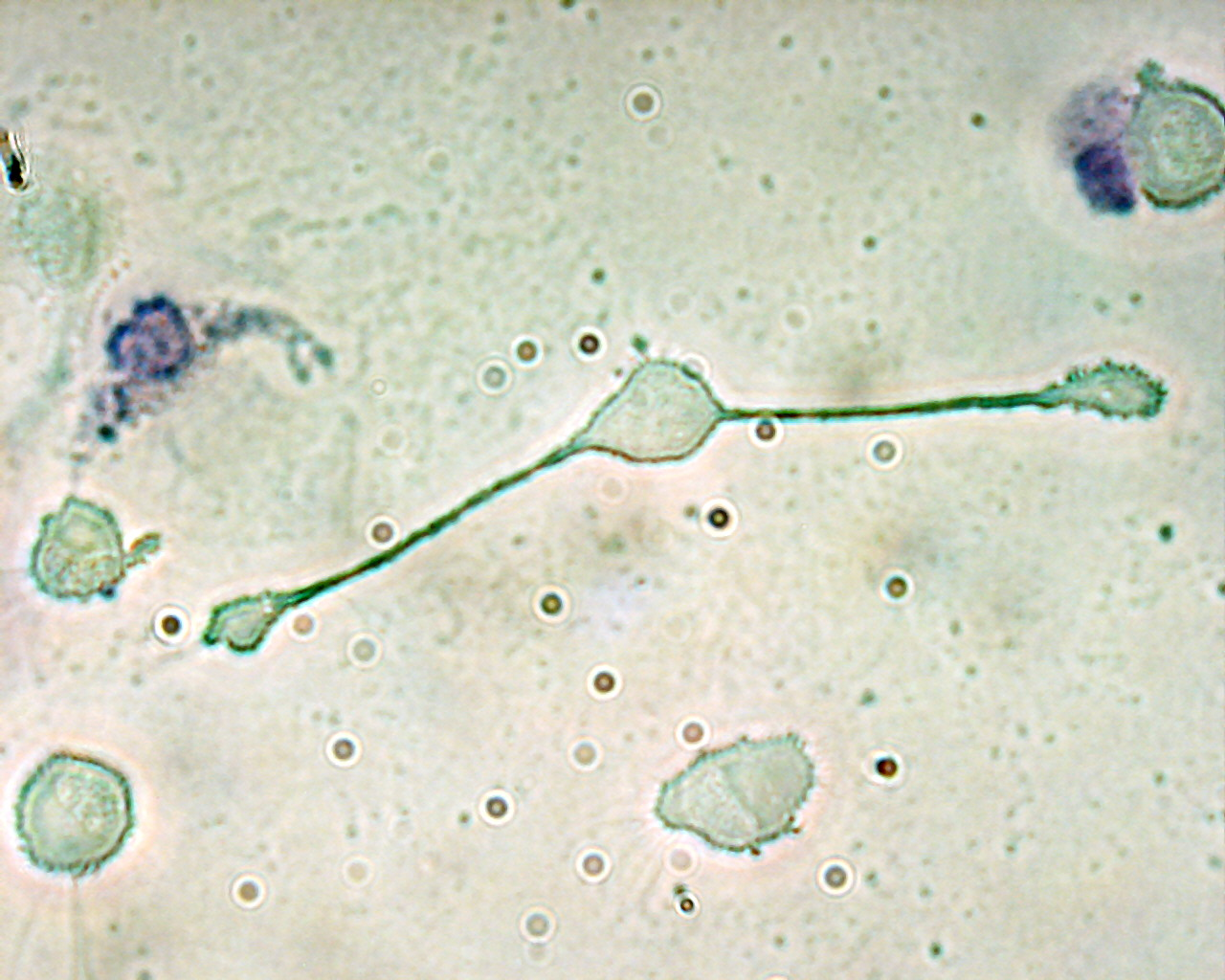
Un macròfag

#### Macròfags
Els macròfags (en grec, «grans menjadors») són grans leucòcits fagocitaris, capaços de sortir del sistema vascular travessant la membrana cel·lulars dels capil·lars per accedir a les zones entre les cèl·lules a la cerca de patògens invasors. Als teixits, els macròfags específics d'òrgan es diferencien dels fagòcits presents a la sang, anomenats monòcits. Els macròfags són els fagòcits més eficients, i poden fagocitar quantitats considerables de bacteris o d'altres cèl·lules microbianes. La unió de molècules bacterianes a receptors de la superfície d'un macròfag l'incita a absorbir i destruir el bacteri per mitjà d'un esclat oxidatiu que provoca l'alliberament d'espècies reactives de l'oxigen. Els patògens també estimulen en el macròfag la producció de quimiocines, que atrauen altres cèl·lules al punt d'infecció.

## Neutròfils

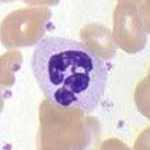
Un neutròfil

Els neutròfils, juntament amb dos altres tipus de cèl·lula, els eosinòfils i els basòfils (vegeu més avall) són coneguts com a granulòcits, degut a la presència de grànuls al seu citoplasma; o com a cèl·lules polimorfonuclears (PMNs), a causa del seu característic nucli lobulat. Els grànuls neutròfils contenen un conjunt de substàncies químiques que maten els bacteris i els fongs o n'inhibeixen el creixement. De manera similar als macròfags, els neutròfils ataquen els patògens per mitjà d'un esclat oxidatiu. Els productes principals de l'esclat oxidatiu dels neutròfils són potents agents oxidants com ara el peròxid d'hidrogen, radicals lliures d'oxigen i hipoclorit. Els neutròfils són el tipus més abundant de fagòcit, representant normalment entre el 50 per cent i el 60 per cent del total de leucòcits circulants, i són habitualment les primeres cèl·lules a arribar al lloc d'infecció. La medul·la òssia d'un adult sa normal produeix més de cent mil milions de neutròfils cada dia, i més de deu vegades aquesta quantitat quan hi ha una inflamació aguda.

### Cèl·lules dendrítiques
Les cèl·lules dendrítiques (DC) són fagòcits presents en teixits que estan en contacte amb el medi exterior, principalment la pell (on sovint reben el nom de cèl·lules de Langerhans) i les mucositats internes del nas, els pulmons, l'estómac i l'intestí. Deuen el seu nom a la seva semblança amb les dendrites neuronals, peròs no estan relacionades amb el sistema nerviós. Les cèl·lules dendrítiques tenen una gran importància en el procés de presentació d'antigen, i serveixen d'enllaç entre els sistemes immunitaris adaptatiu i l'innat.

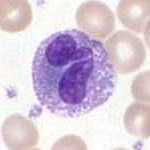
Un eosinòfil

### Basòfils i eosinòfils
Els basòfils i els eosinòfils són cèl·lules emparentades amb els neutròfils (vegeu més amunt). Quan són activats per la trobada amb un patogen, els basòfils alliberen histamina. Són importants en la defensa contra els paràsits i compleixen una funció en les reaccions al·lèrgiques (com ara l'asma). Quan són activats, els eosinòfils secreten una varietat de proteïnes i radicals lliures molt tòxics que són molt eficients per matar bacteris i paràsits, però també poden causar danys tissulars durant les reaccions al·lèrgiques. Per tant, l'activació dels eosinòfils i l'alliberament de toxines per part seva estan estrictament regulats per a evitar la destrucció errònia de teixits.

### Cèl·lules NK
Les cèl·lules citocides naturals o cèl·lules NK (de l'anglès, natural killer cells) són un component del sistema immunitari innat que ataquen les cèl·lules pròpies infectades per microbis, però no ataquen directament els microbis invasors. Per exemple, les cèl·lules NK ataquen i destrueixen cèl·lules tumorals o cèl·lules infectades per virus per mitjà d'un procés conegut en anglès com missing self, que es podria traduir com «natura o essència perduda». Aquest terme descriu cèl·lules amb un nivell baix d'un marcador de superfície cel·lular anomenat MHC i (complex d'histocompatibilitat principal), una situació que pot produir-se durant infeccions víriques de les cèl·lules. Se les va anomenà natural killer cells (cèl·lules assassines naturals), per la noció inicial que no els cal ser activades per matar cèl·lules que han perdut la seva identitat.

### Limfòcits T γδ
Com altres subconjunts «no convencionals» de limfòcits T que presenten receptors dels limfòcits T (TCR) invariants, com ara les cèl·lules NK CD1d-restringides, els limfòcits T γδ T tenen característiques que els situen al límit entre la immunitat innata i l'adaptativa. D'una banda, els limfòcits T γδ poden ser considerats un component de la immunitat innata pel fet que recombinen gens del TCRs per a produir una diversitat d'unions i desenvolupar un fenotip de memòria. Tanmateix, els diversos subconjunts també poden ser considerats part del sistema immunitari innat quan els receptors TCR o NK restringits poden ser utilitzats com a receptor de reconeixement de patrons. Per exemple, segons aquest paradigma, grans nombres de limfòcits Vγ9/Vδ2 T responen en qüestió d'hores a molècules comunes produïdes pers microorganismes, i limfòcits T Vδ1 intraepitelials altament restringits responen a les cèl·lules epitelials estressades.